# Paolo Pillitteri
Gian Paolo Pillitteri (Sesto Calende, 5 de diciembre de 1940-Milán, 5 de diciembre de 2024) fue un político italiano, miembro del Partido Socialista Democrático Italiano (1969-1975). También estuvo afiliado al Partido Socialista Italiano (PSI) de 1976 a 1994. Alcalde de Milán, sucedió en el cargo a Carlo Tognoli.

## Biografía
Pillitteri nació en Sesto Calende, provincia de Varese, Lombardía. Interesado por la cultura, fue crítico de cine. Más tarde fue elegido miembro de en la Cámara de Diputados en la Legislatura IX (1983–1987) y la Legislatura XI (1992–1994). Fue alcalde de Milán de 1986 a 1992, tras el mandato de Carlo Tognoli.
Estuvo casado con Rosilde Craxi, hermana del exlíder del Partido Socialista Italiano, Bettino Craxi.